# Distrito de Pomacanchi
El distrito de Pomacanchi es uno de los siete distritos de la provincia de Acomayo, ubicada en el departamento de Cuzco, bajo la administración del Gobierno regional del Cuzco, en el Perú.
La provincia de Acomayo está comprendida en la Arquidiócesis del Cuzco.

## Historia
Oficialmente, el distrito de Pomacanchi fue creado el 2 de enero de 1857 mediante ley dada en el gobierno del presidente Ramón Castilla.
Pomacanchi es uno de los siete distritos de Acomayo, su nombre proviene de la conjunción de las toponimias quechuas PUMA  o león de montaña en alusión a una deidad totémica  de los antiguos peruanos asociados  a la fuerza del KANCHI, no existe traducción pero si de kanchiz que significa 7  sobre la importancia del puma como deidad es mencionadas en el documento de los dioses y hombres en Huarochiri narración quechua recogida por Francisco de Ávila (1598). En la escena que describe la persecución de Cuniraya viracocha a Cavillaca, una vez que se despojara de su ropaje harapiento-so ante una diosa cavillaca, quien huye llevando a su hija , como este le lleva ventaja  en esta persecución se encontró con varios animales a quien según su respuesta los bendijo o maldijo entre ellos al puma a quien bendijo diciendo "tu has de ser muy amado; comerás las llamas de los hombres culpables . y si te matan, los hombres se pondrán tu cabeza sobre su cabeza en las grandes fiestas , y te harán cantar; cada año degollaran una llama, te sacaran afuera y te harán cantar.

## Geografía
La capital es el poblado de Pomacanchi, situado a 3 693 m s. n. m.

## Organización
Esta organizado en 12 comunidades agrupadas en cuatro sectores con articulados a la capital  en la zona de la pampa  
y con 2 centros poblados

## Centros poblados
Centro Poblado de San Juan
Centro poblado de Chosecani

## Atractivos Turísticos
- La Fortaleza del Inca Rebelde T'ito Q'osñip Waqrapukara
- Embarcadero Turístico de Q'Anchi Machu
- La Reserva de Vicuñas de Pumawasi*Feria Ancestral andina en la Huaca de K'Ullupata
- El Circuito de las 4 lagunas

## Festividades
- Carnavales.
- San Agustín.
- Velada de la Cruz.